# Лепідоптерологія

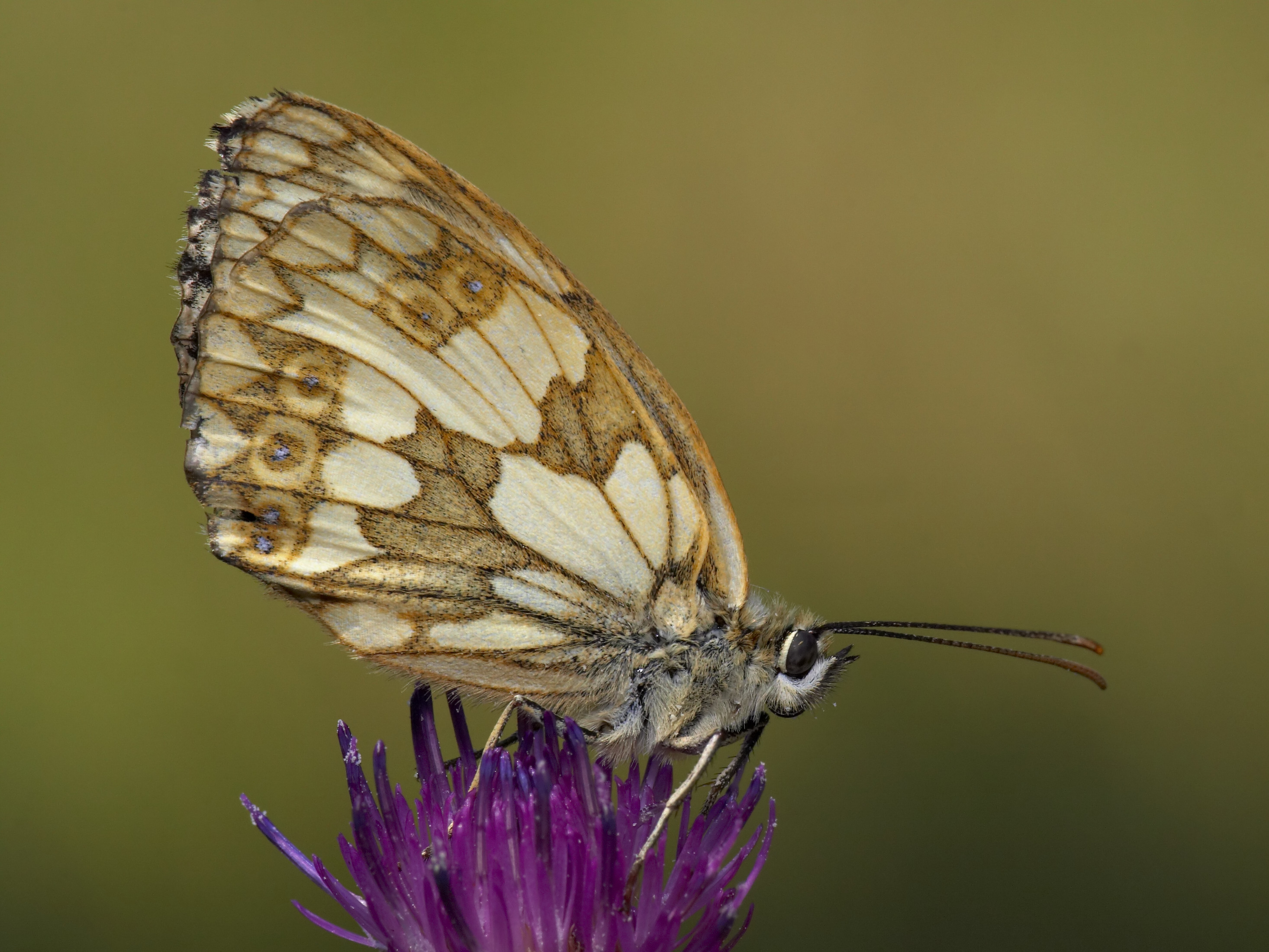
Мереживниця Галатея

Лепідоптероло́гія — розділ ентомології, що вивчає представників ряду Лускокрилих (метеликів).
Назва науки походить від наукової латинської назви самого ряду — Lepidoptera. Від дав.-гр. λεπίς (називний відмінок λεπίδος) — луска, πτερόν — крило та λόγος — вчення, наука.

## Товариства лепідоптерологів
- Arbeitsgemeinschaft Hessischer Lepidopterologen (Hesse, Німеччина)
- Association for Tropical Lepidoptera (Florida, США, засн. 1989)
- Butterfly Conservation (Велика Британія)
- Butterfly Society of Rhode Island (США)
- Carolina Butterfly Society (США)
- Dallas County Lepidopterists' Society (Texas, США, засн. 1995)
- De Vlinderstichting (Нідерланди, засн. 1983) — Dutch Butterfly Conservation
- Finnish Lepidopterologist Society (Фінляндія)
- Lepidopterologisk Forening (Данія)
- Massachusetts Butterfly Club [NABA] (США) — офіц. сайт [Архівовано 16 липня 2011 у Wayback Machine.]
- North American Butterfly Association [NABA] (США) — об'єднує любителів у Північній Америці (Канада, США, Мексика), офіц. сайт [Архівовано 12 липня 2011 у Wayback Machine.]
- Parisian Lepidopterist (Франція)
- Sicilian Lepidopterological Association (Італія)
- Societas Europaea Lepidopterologica — засн. в 1976 р. та нині об'єднує близько 700 членів з Європи, Західної Азії та Північної Африки.
- The International Lepidoptera Survey — офіц. сайт
- The Israeli Lepidopterists Society (Ізраїль)
- The Lepidopterists' Society (США, засн. в 1947) — офіц. сайт [Архівовано 30 червня 2011 у Wayback Machine.]
- Utah Lepidopterists' Society (США) — офіц. сайт [Архівовано 26 лютого 2012 у Wayback Machine.]

## Журнали
- Alexanor (Франція, 1959—)
- Atalanta (Німеччина, 1964—)
- Buletin de Informare Societatea Lepidopterologica (Румунія, 1990—)
- American Butterflies (North American Butterfly Association, Inc. NABA, 4 Delaware Road, Morristown, NJ 07960.)
- Annotationes lepidopterologicae (Лондон)
- Atropos — Lépidoptères et Odonates (Велика Британія)
- The Aurelian (Велика Британія)
- Bulletin de la Société des lépidoptéristes français (Париж, Франція) — http://worldcat.org/issn/0181-0308 [Архівовано 11 березня 2007 у Wayback Machine.]
- Bulletin de la Société lépidoptérologique de Genève (Швейцарія)
- Bulletin des Lépidoptéristes Parisiens (Франція) Site du Bulletin des Lépidoptéristes Parisiens.
- Galathea — Нюрнберг (Німеччина)
- The Journal of the Lepidopterists' Society (США)
- Journal of Research on the Lepidoptera — засн. 1962
- Kentucky Lepidopterist (Louisville, Kentucky, США)
- Massachusetts Butterflies (США)
- Ontario Lepidoptera — http://worldcat.org/issn/1713-9481 [Архівовано 30 вересня 2007 у Wayback Machine.]
- Pallarge (1992—) (Gifu, Японія)
- Papilio — Journal du New-York Entomological Club — http://worldcat.org/issn/0196-5832 [Архівовано 29 вересня 2007 у Wayback Machine.]
- Revue française de Lépidoptérologie (1938—), раніше виходив під назвою L'amateur de papillons (1922—1937)
- Saturnia (Alicante, Іспанія) — http://worldcat.org/issn/1135-6677 [Архівовано 29 вересня 2007 у Wayback Machine.]
- Tropical Lepidoptera news — http://worldcat.org/issn/1062-6581 [Архівовано 11 березня 2007 у Wayback Machine.]
- Yadoriga (Osaka, Японія) (японською мовою) — http://worldcat.org/issn/0513-417X [Архівовано 11 березня 2007 у Wayback Machine.]

## Бази даних
- Список світової фауни метеликів — The Global Lepidoptera Names Index [Архівовано 28 вересня 2013 у Wayback Machine.] (Велика Британія)
- Список рослин-хазяїв для метеликів — HOSTS — Database of the World's Lepidopteran Hostplants [Архівовано 14 червня 2013 у WebCite]
- Список метеликів Неарктики — North America Lepidoptera database

## Українські лепідоптерологи
- Гершензон Злата Сергіївна
- Некрутенко Юрій Павлович
- Францевич Леонід Іванович
- Шелюжко Лев Андрійович
- Костюк Юрій Олексійович
- Плющ Ігор Георгійович
- Будашкін Юрій Іванович
- Міляновський Євген Семенович
- Брамсон Костянтин Людвигович

## Зовнішні посилання
- Lepidopterology.com [Архівовано 22 січня 2009 у Wayback Machine.]